# Аджерола
Аджерола (італ. Agerola) — муніципалітет в Італії, у регіоні Кампанія,  метрополійне місто Неаполь.
Аджерола розташована на відстані близько 230 км на південний схід від Рима, 34 км на південний схід від Неаполя.
Населення — 7590 осіб (2014).
Щорічний фестиваль відбувається 17 січня. Покровителі — святий Антоній Великий.

## Демографія
Населення за роками:

Станом на 1 січня 2023 року в муніципалітеті офіційно проживало 387 іноземців з 32 країн, серед них 50 громадян країн Євросоюзу та 235 громадян України.

## Сусідні муніципалітети
- Амальфі
- Фуроре
- Граньяно
- Пімонте
- Позітано
- Праяно
- Скала